# Luigi Raffaele Macry
Luigi Raffaele Macry (Gioiosa Ionica, 24 luglio 1829 – Gerace, 9 settembre 1897) è stato un politico italiano senatore del Regno d'Italia dalla XVI legislatura.

## Biografia
Luigi Raffaele Macry nacque a Gioiosa Ionica il 24 luglio 1829 da Raffaele Macry e Rachela Linares d'Aragona, entrambi appartenenti a famiglie facoltose e socialmente altolocate. Compì i suoi studi universitari a Napoli, dove si laureò in giurisprudenza, per poi trasferirsi a Gerace dietro invito di un suo zio, e qui si stabilì per tutta la vita. Di idee liberali, dopo l'Unità d'Italia ricoprì numerose cariche civili e politiche nell'ambito locale: fu infatti membro della Guardia civica di Gioiosa Ionica, sindaco della stessa città, poi sindaco di Gerace, nonché consigliere comunale (nel 1872) e assessore (nel 1874) nella stessa giunta municipale, oltre a ricoprire la carica di consigliere provinciale di Reggio Calabria. 
Allo stesso tempo, nelle elezioni politiche dell'8 novembre 1874 per la XII Legislatura del Regno d'Italia, Macry si candidò deputato per il collegio di Gerace nelle file della Sinistra storica, risultando eletto e mantenendo il seggio fino al 1882, quando, in prossimità delle elezioni per la XV Legislatura del Regno d'Italia, venne candidato nel collegio di Reggio Calabria I, risultando eletto. Il culmine della sua carriera fu la nomina a senatore del Regno d'Italia il 7 giugno 1886 da parte di re Umberto I di Savoia, in quanto aveva raggiunto il limite minimo delle tre legislature previste per Statuto per poter essere nominato al Senato. 
Morì infine a Gerace il 9 settembre 1897, a 68 anni.